# Wilhelm von Mandelée
Wilhelm von Mandelée oder Wilhelm von Amigdala (lateinisch Willelmo de Amigdala, französisch Guillaume de Mandelée; † um 1226) war ein italo-normannischer Kreuzritter im Königreich Jerusalem.
Er stammte aus Amigdalà in Kalabrien und begab sich als Kreuzfahrer ins Heilige Land. Dort heiratete er Agnes von Courtenay († nach August 1200), die jüngere Tochter des Joscelin III. von Edessa.
Als Joscelin III. um 1200 starb, fielen dessen Lehen im Königreich Jerusalem, die sog. „Seigneurie de Joscelin“ an Agnes’ ältere Schwester Beatrix von Courtenay und deren Gatten Otto von Botenlauben. In der Folgezeit verschuldete sich Otto, so dass er Teile der Seigneurie an Wilhelm verpfändete. 1220 verkaufte Otto die Seigneurie mit ihren elf Orten mit Zustimmung Wilhelms dem Deutschen Orden.
Wilhelm und Agnes hinterließen einen Sohn:
- Jakob von Mandelée (* um 1200; † nach 1244), ⚭ II Alice von Caesarea, Tochter des Walter III. von Caesarea.